# Fundul Galbenei, Hîncești

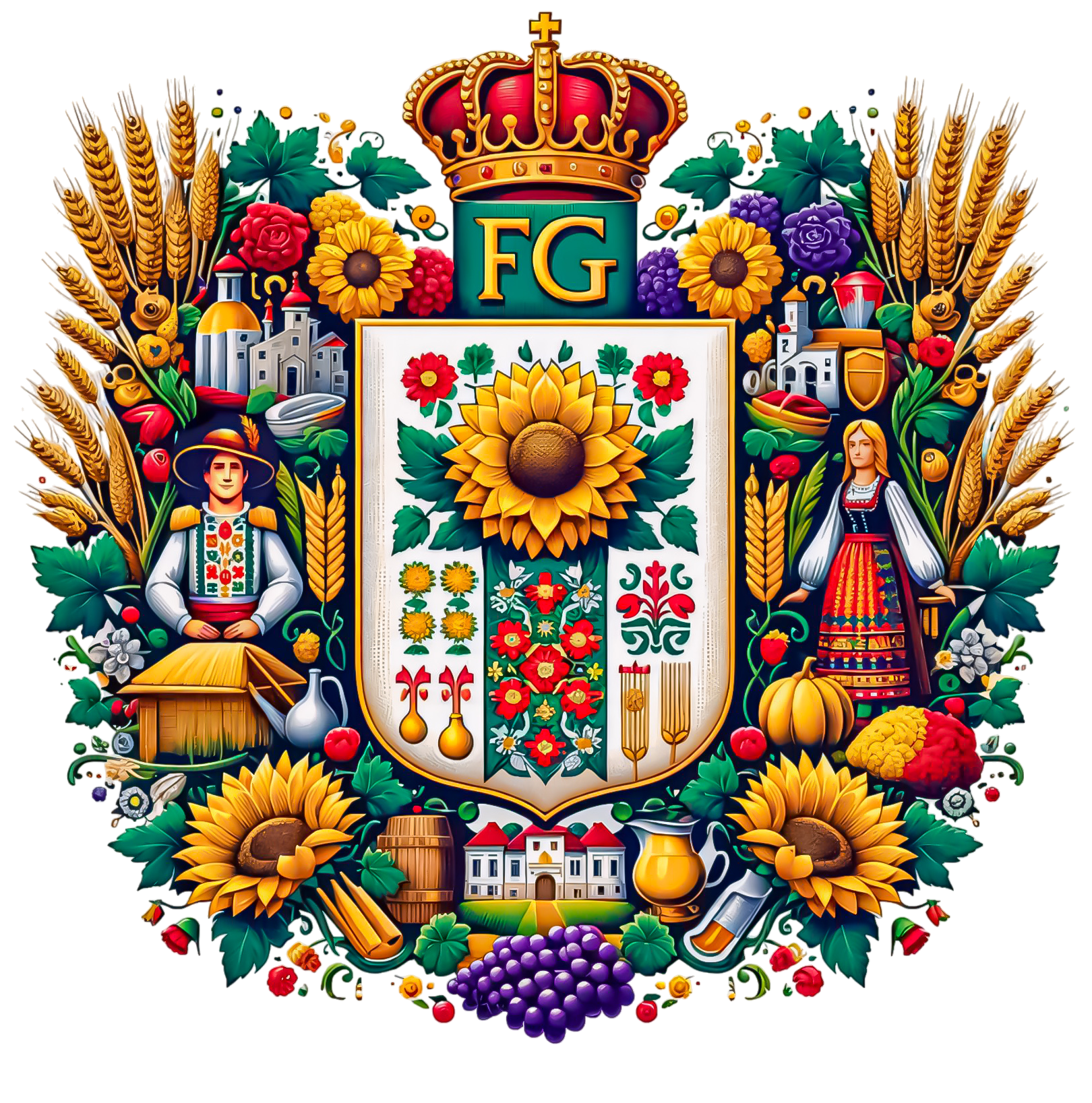
Stema satului Fundul Galbenei creată de doi tineri din localitate ce studiază la CEEF și CEITI la specialitatea : Administrarea paginilor Web

Fundul Galbenei este o comună în raionul Hîncești, Republica Moldova. Comuna este compusă dintr-un singur sat cu același nume, localizat la aproximativ 25 km Sud-Vest de Chișinău, capitala țării si la 7 km de orașul Hîncești, reședința raională. La recensământul din 2004, satul avea o populație de 2,507 locuitori. Prima mențiune a satului datează cu anul 1632. O biserică de lemn a fost construită aici în anul 1793 și reconstruită mai târziu, în 1819. Agricultura, vinificația, apicultura și cresterea porcilor vietnamezi reprezintă sectoarele de bază în dezvoltare comunei.

## Istoric
Prima atestare documentară a satului datează cu anul 1632, arheologii însă au descoperit în localitate urmele unei vetre umane cu o vechime de 6000 de ani. Tot aici a fost identificată vatra unui sat întemeiat cu circa 2 700 de ani în urmă, în epoca timpurie a fierului (sec. VIII-VI î.Hr.). Au mai fost identificate și 2 vetre de sate întemeiate în secolul II.
Biserica de lemn a fost ridicată în 1793. În 1819 meșterul Chirică a construit o biserică nouă de lemn pe locul celei vechi. Hramul satului se ținea de sărbătoarea Sf. Ioan Gură de Aur. Sătenii se îndeletniceau cu agricultura, viticultura, apicultura, comercializând în cantități mari miere pe piața locală. Între anii 1836-1850, 28 de familii din acest sat s-au strămutat în Bugeac, la Carabetovca, unde după strămutarea tătarilor din Bugeac urmau a fi valorificate pământurile.
Recensământul din 1859 număra în sat 197 de case cu 390 de bărbați și 336 de femei, o biserică ortodoxă.

## Geografie
Fundul Galbenei este atât o comună cât și un sat mare, ce este situat în centrul Moldovei. Acesta se află în imediata apropiere a graniței cu raionul Ialoveni. Drumul principal de acces este E584, de asemenea, cunoscut sub numele de Ruta 3, care conectează orașul Hîncești de capitala Chișinău. Atât partea de vest cat și cea de est a satului este înconjurata de pădure, iar la sud-est, în vecinătatea comunei Buteni, predomină în special un sector de verdeață densă. Rutier, Fundul Galbeni este situat la aproximativ 25 km sud-vest de Chișinău, 9.5 km nord-est de Hâncești, 8.8 km la nord de Buțeni și 9.7 km sud-vest de Bardar. Logănești este cea mai apropiata localitate de Fundul Galbenei, dincolo de pădure la nord-vest, dar accesul către aceasta de la Fundul Galbenei, rutier, se poate face printr-un ocol semnificativ de circa 18 km distanță, pe drumul E584 și apoi drumul R44 care duce către nord din Hâncești.

## Populația
Conform datelor recensământului din anul 2004, populația satului constituia 2507 oameni, dintre care 49.94% - bărbați și 50.06% - femei. Structura etnică a populației în cadrul satului: 99.28% - români/moldoveni, 0.04% - ucraineni, 0.48% - ruși, 0.08% - bulgari, 0.12% - polonezi.
La același recensământ au fost înregistrate 794 de gospodării casnice, iar mărimea medie a unei gospodării era de 3.2 persoane.

## Administrație și politică
Componența Consiliului local Fundul Galbenei (11 consilieri), ales la 5 noiembrie 2023, este următoarea:
|  | Partid                                        | Consilieri | Componență | Componență | Componență |
|  | --------------------------------------------- | ---------- | ---------- | ---------- | ---------- |
|  | Platforma Demnitate și Adevăr                 | 3          |            |            |            |
|  | Partidul Dezvoltării și Consolidării Moldovei | 3          |            |            |            |
|  | Partidul Acțiune și Solidaritate              | 3          |            |            |            |
|  | Partidul Social Democrat European             | 2          |            |            |            |

## Economia locală
În prezent economia localității se bazează pe agricultură, vinificație, apicultură și creșterea porcilor vietnamezi, dar in mare parte si pe transferurile bancare făcute de rudele celor plecați la muncă în străinătate.

## Obiective turistice
Biserica ortodoxă construită în 1903, împreună cu parcul școlii reprezintă atracțiile antropice cheie ale localității, la care se alătură cadrul natural bogat ale pădurilor de stejar, fag, frasin, tei, carpen etc., ce înconjoară satul, împreuna cu podgoriile și livezile de meri, pruni, visini, cireși și piersici.

## Personalitati
- Ruslan Bodișteanu (n. 1977), sportiv (lupte)
- Ionuț Bodisteanu, sportiv (lupte libere)
- Grosu Gheorghe , Maestru în sport (Haltere)